# 5902 Talima
5902 Talima è un asteroide della fascia principale. Scoperto nel 1987, presenta un'orbita caratterizzata da un semiasse maggiore pari a 2,9965659 UA e da un'eccentricità di 0,1147170, inclinata di 11,18889° rispetto all'eclittica.